# Macrodactylus conjunctus
Macrodactylus conjunctus är en skalbaggsart som beskrevs av Moser 1921. Macrodactylus conjunctus ingår i släktet Macrodactylus och familjen Melolonthidae. Inga underarter finns listade i Catalogue of Life.